# Ficus subsagittifolia
Ficus subsagittifolia är en mullbärsväxtart som beskrevs av Mildbraed och C.C. Berg. Ficus subsagittifolia ingår i släktet fikonsläktet, och familjen mullbärsväxter. Inga underarter finns listade i Catalogue of Life.